# 1973年の相撲
1973年の相撲（1973ねんのすもう）は、1973年の相撲関係のできごとについて述べる。

## 大相撲

### できごと
- 1月7日 - 1月場所初日。北の湖は史上最年少の19歳7ヶ月で新小結に昇進。同じく新小結に昇進した増位山は史上初の親子三役力士に[1][2]。
- 1月24日 - 番付編成会議で、1月場所に優勝した琴櫻傑將の横綱昇進を決定[1]。
- 3月11日 - 3月場所初日。この場所の新弟子66人は戦後最高[1][2]。
- 3月25日 - 3月場所千秋楽。この場所の満員御礼が12日間となり新記録。入場者10万7063人、入場料1億7382万円と大阪国税庁発表[2]。
- 4月3日 - 大相撲中国公演に出発。北京で4日間、上海で2日間興行を行い17日帰国[3][2]。
- 5月13日 - 5月場所初日。入場料2%値上げ[2]。
- 5月20日 - 新入幕の鷲羽山が初日から8連勝。1960年1月場所の大鵬以来13年ぶり。また、11日目には大関・清國も破り、32年ぶりの快挙となった[3][2]。
- 5月30日 - 番付編成会議で、5月場所に全勝優勝した輪島大士の横綱昇進を決定[4]。
- 7月15日 - 7月場所に大受久晃が史上初の三賞独占を果たす[4][2][5]。
- 7月17日 - 番付編成会議で大受の大関昇進を決定[4]。
- 9月22日 - 9月場所14日目で新入幕の大錦一徹が琴櫻から金星を挙げる。新入幕力士が金星を挙げるのは32年ぶり[6][2]。
- 9月23日 - 大錦が先場所の大受に続き2場所連続の三賞独占。大錦は千秋楽の三役揃い踏みにも出場、新入幕力士では史上初[2]。
- 9月場所後に玉ノ冨士が十両昇進。自衛官出身者として初の関取となる。
- 11月22日 - 11月場所12日目で輪島が貴ノ花戦で右手6針の裂傷。13日目、北の富士に敗れ27連勝でストップ。14日目から休場したが、優勝が決まったため千秋楽の表彰式には出場した[6][2]。
- 11月24日 - 1年間空位だった式守伊之助に、三役格の木村玉治郎が昇進（後の27代木村庄之助）[6]。

### 本場所
- 一月場所（蔵前国技館・7日～21日）
幕内最高優勝 : 琴櫻傑將（14勝1敗,4回目）
　殊勲賞-三重ノ海、敢闘賞-魁傑、技能賞-大受
十両優勝 : 丸山孝彦（11勝4敗）
- 三月場所（大阪府立体育館・11日～25日）
幕内最高優勝 : 北の富士勝昭（14勝1敗,10回目）
　殊勲賞-大受、敢闘賞-北の湖、技能賞-三重ノ海
十両優勝 : 龍虎勢朋（11勝4敗）
- 五月場所（蔵前国技館・13日～27日）
幕内最高優勝 : 輪島大士（15戦全勝,2回目）
　殊勲賞-大受、敢闘賞-鷲羽山、技能賞-大受
十両優勝 : 尾堀充周（11勝4敗）
- 七月場所（愛知県体育館・1日～15日）
幕内最高優勝 : 琴櫻傑將（14勝1敗,5回目）
　殊勲賞-大受、敢闘賞-大受、技能賞-大受
十両優勝 : 朝登俊光（12勝3敗）
- 九月場所（蔵前国技館・9日～23日）
幕内最高優勝 : 輪島大士(15戦全勝,3回目）
　殊勲賞-大錦、敢闘賞-大錦、技能賞-大錦
十両優勝 : 吉の谷彰俊（11勝4敗）
- 十一月場所（福岡スポーツセンター・11日～25日）
幕内最高優勝 : 輪島大士（12勝2敗1休,4回目）
　殊勲賞-北の湖、敢闘賞-黒姫山、技能賞-富士櫻
十両優勝 : 時葉山敏夫（11勝4敗）
- 年間最優秀力士賞（年間最多勝）：輪島大士（77勝12敗1休）

## 誕生
- 1月29日 - 鶴ノ富士智万（最高位：十両9枚目、所属：井筒部屋）
- 2月13日 - 若孜浩気（最高位：前頭12枚目、所属：松ヶ根部屋）[7]
- 2月24日 - 栃の山博士（最高位：幕下2枚目、所属：春日野部屋→千賀ノ浦部屋、世話人：栃の山）[8]
- 2月28日 - 栃乃花仁（最高位：小結、所属：春日野部屋、年寄：二十山）[9]
- 3月8日 - 旭鷲山昇（最高位：小結、所属：大島部屋）[10]
- 4月13日 - 若ノ城宗彦（最高位：前頭6枚目、所属：間垣部屋）[11]
- 4月17日 - 海鵬涼至（最高位：小結、所属：八角部屋）[12]
- 4月29日 - 12代式守錦太夫（幕内格行司、所属：二所ノ関部屋→松ヶ根部屋→二所ノ関部屋→放駒部屋）[13]
- 5月19日 - 邦夫（十両呼出、所属：若松部屋→高砂部屋）
- 7月12日 - 五剣山博之（最高位：十両6枚目、所属：藤島部屋→二子山部屋→貴乃花部屋）[14]
- 7月16日 - 大喜進（最高位：十両10枚目、所属：東関部屋、+ 2005年【平成17年】）
- 7月26日 - 木村行宏（十両格行司、所属：玉ノ井部屋）
- 8月18日 - 五城楼勝洋（最高位：前頭3枚目、所属：間垣部屋、年寄：浜風）[15]
- 8月18日 - 光法賢一（最高位：前頭9枚目、所属：宮城野部屋、+ 2021年【令和3年】）[16]
- 8月30日 - 大飛翔誠志（最高位：前頭10枚目、所属：朝日山部屋）[10]
- 9月12日 - 幸司（幕内呼出、所属：伊勢ヶ濱部屋→桐山部屋→朝日山部屋→浅香山部屋）
- 9月25日 - 燁司大（最高位：前頭11枚目、所属：入間川部屋、+ 2025年【令和7年】）[17][18]
- 11月2日 - 利樹之丞（幕内呼出、所属：高砂部屋）
- 11月8日 - 時津海正博（最高位：前頭3枚目、所属：時津風部屋）[19]

## 死去
- 1月23日 - 越ノ海東治郎（最高位：前頭6枚目、所属：若藤部屋、* 1906年【明治39年】）[20]
- 4月8日 - 前ノ山政三（最高位：前頭14枚目、所属：高砂部屋、* 1931年【昭和6年】）[21]
- 5月6日 - 五ツ嶋奈良男（最高位：大関、所属：出羽海部屋、* 1912年【大正元年】）[22]
- 6月8日 - 能代潟錦作（最高位：大関、所属：錦島部屋、* 1895年【明治28年】）[23]
- 7月16日 - 楢錦政吉（最高位：前頭筆頭、所属：追手風部屋→湊川部屋、* 1894年【明治27年】）[24]
- 7月31日 - 東富士欽壹（第40代横綱、所属：富士ヶ根部屋→高砂部屋、* 1921年【大正10年】）[25]
- 9月19日 - 24代木村庄之助（元・立行司、所属：阿武松部屋→出羽海部屋、* 1901年【明治34年】）[26]
- 11月19日 - 羽子錦徳三郎（最高位：前頭10枚目、所属：高嶋部屋→友綱部屋、* 1935年【昭和10年】）[27]
- 12月2日 - 寶川政治（最高位：前頭3枚目、所属：友綱部屋、* 1899年【明治32年】）[28]